# David Atkinson
David Anthony Atkinson, född 24 mars 1940 i Westcliff-on-Sea, Essex, död 23 januari 2012, var en brittisk parlamentsledamot för de konservativa från 1977 till 2005. Han representerade valkretsen Bournemouth East. Han ställde inte upp för omval i valet 2005. 